# Kopftuchmafia
Kopftuchmafia, Untertitel Ein Stinatz-Krimi, ist ein österreichischer Fernsehfilm aus dem Jahr 2024 von Regisseur Daniel Prochaska. Das Drehbuch von Stefan Hafner und Thomas Weingartner basiert auf dem gleichnamigen Kriminalroman von Thomas Stipsits, der neben Erika Deutinger, Linde Prelog und Erika Mottl auch eine Hauptrolle als Inspektor Sifkovits übernahm. Auf Arte wurde der Film unter dem Titel Dorfkrimi – Die tote Braut veröffentlicht. Der Film wurde mit Uhudler-Verschwörung (2025) fortgesetzt.

## Handlung
Nach einer kroatischen Hochzeit im burgenländischen Stinatz verschwindet die Braut nach der Brautentführung, am nächsten Tag wird sie ermordet aufgefunden. Inspektor Sifkovits nimmt die Ermittlungen in seinem Heimatort auf. Bei dem Opfer handelt es sich um die 33-jährige kroatische Staatsbürgerin Anna Jusic. Sie wohnte seit einem Jahr bei Gottlieb Kirisits. Ihr Schwiegervater Richard Kirisits ist Vorstand der Landesbank. Gefunden wird das Opfer von Charly Pieber, in dessen Mähdrescher sie geraten war. Zu diesem Zeitpunkt hatte die Leichenstarre allerdings bereits eingesetzt.
Unterstützung erhält Inspektor Sifkovits von der sogenannten Kopftuchmafia, einem Trio von drei Kopftuch tragenden Frauen, bestehend aus der Resetarits Hilda, der Grandits Resl und seiner Mutter Baba. Die drei bieten ihm Informationen zu dem, was im Ort vor sich geht. Laut den Dreien soll der Bräutigam Gottlieb Kirisits die Braut noch vor der Hochzeit betrogen haben. Gottlieb Kirisits zählt damit ebenso zu den Verdächtigen wie Charly Pieber, der gewalttätig wurde, wenn er zu viel getrunken hatte.
Die Obduktion durch die Gerichtsmedizinerin Dr. Miksch ergibt, dass das Opfer durch Schläge auf den Kopf getötet wurde und in der achten Woche schwanger war. Tatwaffe war ein Schnellspanner, wie sie auf der Baustelle von Freco Horvat zu finden sind. Laut Lisa Sifkovits, der Schwester des Inspektors, soll im Fünfsternewald auf Betreiben von Kommerzialrat Richard Kirisits, dem Schwiegervater des Opfers, und Matthias Farkas vom Müllverband, gebaut werden.
Im Kofferraum des Fahrzeuges von Richard Kirisits findet Sifkovits Blutspuren. Außerdem findet er heraus, dass Anna Jusic ihren Lebenslauf gefälscht hatte und beispielsweise nie in dem angegebenen Sonnenstudio in Wien gearbeitet hatte, dafür aber im Hotel Hilton. Nachdem Richard Kirisits Jäger ist, ist Sifkovits Vorgesetzter Oberst Taschner aus Kostengründen gegen eine Untersuchung der Blutprobe. Kirisits wird allerdings von Taschner und dessen Mitarbeiterin Christina Berner festgenommen, obwohl Sifkovits weiter auf einen DNA-Abgleich besteht. Der wird später auch durchgeführt und ergibt, dass das Blut auf der Ladefläche nicht von Anna stammt, Kirisits wird wieder freigelassen.
Resl hatte Farkas während der Hochzeit mit Nasenbluten in Stinatz gesehen. Aus den Hochzeitsfotos schließt Sifkovits, dass Kirisits doch nicht wie behauptet die ganze Zeit auf der Hochzeit war. Dieser behauptet, mit Farkas eine Zigarre geraucht zu haben. Am Handy der Toten finden sich ausschließlich die Fingerabdrücke von Kirisits.
Beim Fünfsternewald handelt es sich um ein Naturschutzgebiet, laut Lisa hatte Anna vermutet, dass Farkas und ihr Schwiegervater in spe diesbezüglich etwas gedreht hatten. Laut Freco Horvat wollte Farkas dort ein Thermenhotel bauen, im Zuge einer Umweltverträglichkeitsprüfung (UVP) wurde Thermalwasser gefunden, Richard Kirisits sollte mit seiner Bank die Finanzierung übernehmen und Freco erhielt den Bauauftrag. Allerdings wurde das Projekt laut Kirisits längst eingestellt, er gesteht aber eine Affäre mit Farkas. Anna hatte die beiden auf der Hochzeit beim Liebesspiel beobachtet.
Am Handy der Toten findet Sifkovits einen Kontakt, der zu Annas früherer Chefin in Wien führt. Wie sich herausstellt, war Anna vier Jahre zuvor in Wien der Prostitution nachgegangen. Unter dem Pseudonym Monika Maier hatte sie mit ihren Kunden damals ein Stundenhotel frequentiert, ein Stammfreier stammte aus dem Südburgenland. Bei diesem handelte es sich um Freco Horvat, der Anna geliebt hatte. Sie war von ihm schwanger gewesen, das Kind hatte sie allerdings abgetrieben. Als er das erfuhr, erschlug er sie aus Wut. Nachdem Sifkovits ihn mit den ermittelten Fakten konfrontiert hat, gesteht Freco, daraufhin wird er von der Polizei festgenommen.

## Produktion und Hintergrund
Die Dreharbeiten fanden vom 5. September bis zum 5. Oktober 2023 im Burgenland und in Wien statt. Drehorte waren unter anderem Stinatz, Eisenstadt und Mattersburg. Schauplatz war beispielsweise die Neue Pfarrkirche Stegersbach.
Produziert wurde der Film von der österreichischen Mona Film der Produzenten Thomas Hroch und Gerald Podgornig, beteiligt waren der Österreichische Rundfunk und Arte, unterstützt wurde die Produktion vom Land Burgenland.
Die Kamera führte Adrian Bidron, die Musik stammt von Garish-Sänger Thomas Jarmer. Die Montage verantwortete Alarich Lenz und das Casting Nicole Schmied. Das Kostümbild gestaltete Elisabeth Fritsche, das Szenenbild Pia Jaros, den Ton Thomas Szabolcs und das Maskenbild Kiky von Rebental und Andrea Soiron.
Am 10. September 2024 begannen die Dreharbeiten zum zweiten Stinatz-Krimi Uhudler-Verschwörung.

## Veröffentlichung
Premiere war am 10. Oktober 2024 in den fünf Sälen des Dieselkinos in Oberwart.
Auf ORF ON wurde der Film am 27. Oktober 2024 veröffentlicht. Auf ORF 1 wurde der Film am 28. Oktober 2024 erstmals ausgestrahlt.
Auf Arte wurde der Film unter dem Titel Dorfkrimi – Die tote Braut am 24. Jänner 2025 erstmals gezeigt,  in der Arte-Mediathek wurde der Film am 17. Jänner 2025 veröffentlicht.

## Rezeption

### Kritiken
Die österreichische Programmzeitschrift TV-Media vergab zwei von vier Punkten. Der Krimi warte einen nicht sonderlich raffinierten Fall auf, das Tempo sei ebenso niedrig angesetzt.
Astrid Ebenführer meinte auf DerStandard.at, dass die Aufklärung des Mordes zwar keine raffinierte Krimikunst sei, unterhaltsam sei der Film aber allemal. Regisseur Daniel Geronimo Prochaska habe das Burgenland schrullig-liebevoll in Szene gesetzt.
Oliver Armknecht bewertete den Film auf film-rezensionen.de mit fünf von zehn Punkten. Am ehesten stechen dabei noch drei alte Frauen hervor, die zu allem eine Meinung haben. Ansonsten sei die Krimikomödie wenig erwähnenswert und aufgrund der fehlenden Einfälle nie mehr als nett.
Elisa Eberle meinte auf prisma.de, dass der Kriminalfilm nicht der spannendste sei. Trotz der vielen Verwicklungen und falschen Fährten plätscherten die Ermittlungen recht langsam, um nicht zu sagen träge dahin. Der besondere Reiz der typisch österreichisch-skurrilen Geschichte liege woanders: Selten wurde das Leben in einem verschlafenen Nest auf dem Land im Fernsehen besser dargestellt als hier.

### Quote
Die Erstausstrahlung am 28. Oktober 2024 auf ORF 1 verfolgten 1,05 Millionen Personen. Der Marktanteil von 39 Prozent bedeutete einen Rekordwert seit 2004.